# 馬德里輕鐵
馬德里輕鐵（西班牙語：Metro Ligero de Madrid）是西班牙首都馬德里的輕軌運輸系統。現在馬德里輕鐵共有三條路線，總長度27.8（17.3英里），車站數有37個。馬德里輕鐵的三條路線中1號線開業於2007年5月24日，另外兩條路線開業於2007年7月27日。

## 外部連結

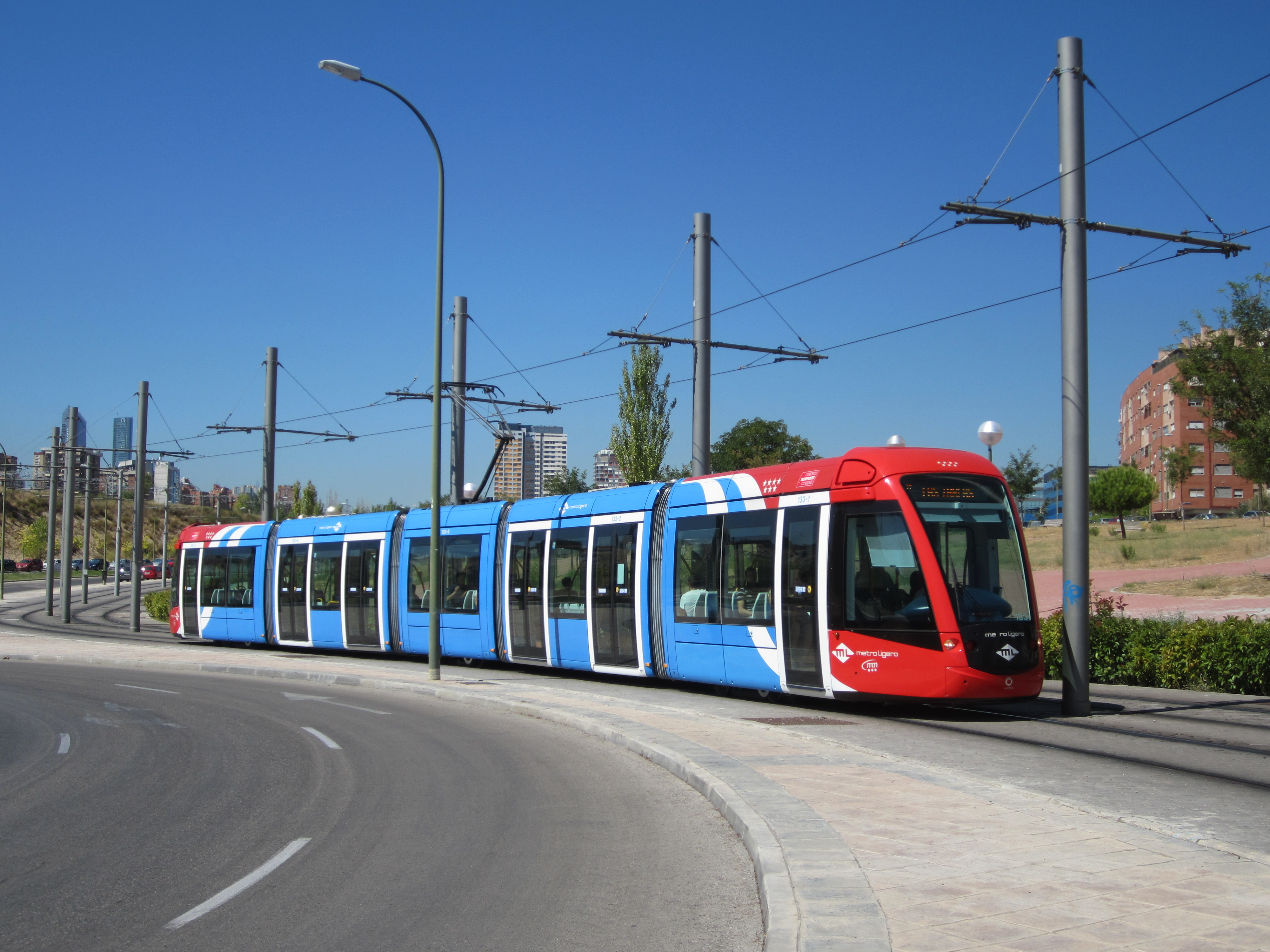
馬德里輕鐵列車

- Metro Ligeros de Madrid - official site （西班牙文）